# Сулдуз
Сулдуз або сулдус — одне з тюркизованих монгольських племен. Одна з великих груп сулдузів у складі військ Чингісхана оселилась на Половецькому полі й частково на території сучасного Узбекистану, а також на півночі Афганістану, потім перейшла також до Азербайджану й Ірану. В сараї Чингісхана найавторитетніші еміри походили з сулдузів.